# The Idol
The Idol är en amerikansk dramaserie från 2023 som hade svensk premiär på strömningstjänsten HBO Max den 5 juni 2023. Serien är regisserad av Sam Levinson och manus har skrivits av Abel Tesfaye, Reza Fahim och Levinson. Seriens första säsong består av fem avsnitt.

## Handling
Serien handlar om musikindustrin och kretsar kring en självhjälpsguru som leder en kult och en ung och lovade artist som efter ett nervöst sammanbrott inleder en relation med gurun i hopp om att återstarta sin karriär.

## Rollista (i urval)
- Lily-Rose Depp - Jocelyn
- Abel Tesfaye - Tedros
- Suzanna Son - Chloe
- Troye Sivan
- Moses Sumney - Izaak
- Eli Roth - Jocelyns farbror
- Hank Azaria - Jocelyns pappa
- Jane Adams - Nikki
- Dan Levy
- Jennie Kim - Dyanne
- Rachel Sennott - Leia
- Hari Nef - Talia
- Da'Vine Joy Randolph - Destiny
- Mike Dean
- Ramsey
- Elizabeth Berkley
- Anne Heche
- Maya Eshet